# Leptothorax madecassus
Leptothorax madecassus är en myrart som beskrevs av Auguste-Henri Forel 1892. Leptothorax madecassus ingår i släktet smalmyror, och familjen myror. Inga underarter finns listade i Catalogue of Life.